# Gamasiphis hamifer
Gamasiphis hamifer är en spindeldjursart som först beskrevs av Tragardh 1952.  Gamasiphis hamifer ingår i släktet Gamasiphis och familjen Ologamasidae. Inga underarter finns listade i Catalogue of Life.